# Translate Toolkit
Translate Toolkit はソフトウェアの国際化、翻訳を行うためのソフトウェアツール群の名称である。Translate Toolkit が備える機能を他のプログラムから利用するための API も備える。
Translate Toolkit は Python で書かれており、2002年に Translate.org.za において開発が始まり、2010年の時点では他の開発者も加わって自由ソフトウェアとして開発が行われている。

## 開発の経緯
Translate Toolkit は David Fraser が Translate.org.za で使うために開発した mozpotools が元になっている。Translate.org.za では gettext の PO ファイルを翻訳することで KDE のローカライズを行っていたが、利用者の視点やクロスプラットフォームであることなどから、Mozilla Suite のローカライズを優先することにした。Mozilla では gettext 対応が進んでいなかったため、新たな翻訳支援ツールを開発する必要が生じた。そこで、Mozilla の DTD ファイルと .properties を gettext の PO ファイルに変換するツールとして、mozpotools が開発された。
必要に応じて、翻訳元のワード数をカウントし作業量を見積もるための pocount、翻訳文を検索するための pogrep、翻訳の質をチェックするための pofilter などが開発された。
Translate.org.za で OpenOffice.org の翻訳が始まったときには、translate toolkit が OpenOffice.org の内部データの形式に対応するのが適切とされた。現在では OpenOffice.org の国際化、翻訳は PO ファイルで行われるのがデフォルトである。
Translate toolkit の開発は、WordForge プロジェクトの一部として大きな支援をうけ、PO ファイルに加えて XLIFF 形式を扱えるようになった。また OpenDocument 形式から XLIFF 形式への変換やプレースホルダー (記号、略語、専門用語など) の管理などには金銭的な支援を受けて開発が行われている。

## 開発目標
このソフトウェアの開発目的は、一般のソフトウェアの国際化および翻訳の品質向上である。Translate toolkit の開発当初は、PO および XLIFF 形式を採用することで、その目標に向けて前進することができた。これにより様々な国際化対応形式の乱立を防ぐことができ、また翻訳者が自分にあった翻訳ツールを選べるようになった。Translate toolkit 内では PO と XLIFF の二つの形式を相互に変換するツールを用意することで、翻訳者の自由度を確保した。
また、一般的な翻訳全体の品質向上を測ることも目標の一つである。Translation toolkit を使うことで専門用語の抽出と、その翻訳の揺れの有無のチェックができる。また記号の使い方が間違っていないかどうかなどの技術的な面でのチェックもできる。
さらに translation toolkit は強力な API も備えており、翻訳支援ツールの作成にも使うことができる。

## 利用者
多くの翻訳者が翻訳品質のチェックやファイル形式の変換などに translate toolkit を使っている。また translate toolkit API を使っているソフトウェアも多数開発されている。
- Pootle - オンライン翻訳ツール
- open-tran - 翻訳メモリデータベースのオンライン検索ツール
- Wordforge (old name Pootling) - Windows および Linux 用のスタンドアロンの翻訳ツール
- Rosetta - LaunchPad が提供するフリーの (オープンソースではない) オンライン翻訳ツール。Ubuntu コミュニティで主に使われている。
- OpenOffice.org - ほとんどの国際化が translate toolkit で行われている。
- Virtaal - 国際化および翻訳ツール
- Translatewiki.net

## 対応しているファイル形式
- 国際化のためのファイル形式
  - Gettext PO
  - XLIFF (Normal および PO 形式)
- その他の国際化対応ファイル形式
  - TBX
  - Java .properties (en)
  - Qt .ts, .qm, .qph (Qt Phrase Book)
  - Gettext .mo
  - OmegaT glossaries
- その他
  - OpenDocument 形式
  - プレーンテキスト
  - Wiki: Dokuwiki および MediaWiki 形式
  - Mozilla DTD
  - OpenOffice.org SDF
  - PHP strings
  - INIファイル
  - Windows / Wine の .rc ファイル
  - iCalendar
  - Symbian ローカライズ・ファイル
  - Subtitles
- 翻訳メモリのファイル形式
  - TMX
  - Wordfast (en) (商標)

### OpenDocument形式のサポート
OpenDocument 形式のサポートは、2008年7月からその開発が始まっている。これは NLnet の支援による Translate.org.za と Itaapy の共同開発として進められている。